# Johnny B. Goode (album)
Albums de Jimi Hendrix
Jimi Plays Monterey
(1986) Band of Gypsys 2
(1986)
Johnny B. Goode est un album live posthume de Jimi Hendrix paru en 1986 sur le label Capitol Records.
Ce mini-album contient trois chansons du concert du 4 juillet 1970 au Atlanta International Pop Festival et deux chansons enregistrées le 5 mai 1970 au Community Theatre de Berkeley. Ces concerts ont ultérieurement fait l'objet d'albums dédiés, Freedom: Atlanta Pop Festival (2015) et Live at Berkeley (2003).

## Titres
| 1. | Voodoo Child (Slight Return) (edit) | Jimi Hendrix | Concert du 4 juillet 1970 au Atlanta International Pop Festival | 4:30 |
| 2. | Johnny B. Goode                     | Chuck Berry  | Premier concert du 5 mai 1970 au Community Theatre de Berkeley  | 6:39 |
| 3. | All Along the Watchtower            | Bob Dylan    | Concert du 4 juillet 1970 au Atlanta International Pop Festival | 3:57 |

| 4. | The Star-Spangled Banner | Francis Scott Key, John Stafford Smith | Concert du 4 juillet 1970 au Atlanta International Pop Festival | 2:46  |
| 5. | Machine Gun              | Jimi Hendrix                           | Deuxième concert du 5 mai 1970 au Community Theatre de Berkeley | 11:00 |

## Musiciens
- Jimi Hendrix : chant, guitare
- Billy Cox : basse
- Mitch Mitchell : batterie